# ژاک شسه
ژاک شیسکس (به فرانسوی: Jacques Chessex‎؛ ۱ مارس ۱۹۳۴ پیرن – ۹ اکتبر ۲۰۰۹ ایوردون لبن) یک شاعر، نقاش، و نویسنده اهل سوئیس بود.
او برندهٔ جوایز معتبری همچون لژیون دونور (شوالیه) و جایزه گنکور شده است.

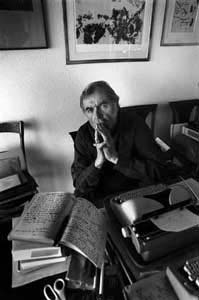

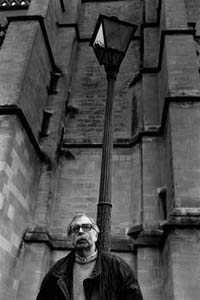